# Euonymus vaganoides
Euonymus vaganoides là một loài thực vật có hoa trong họ Dây gối. Loài này được C.Y.Cheng ex J.S.Ma mô tả khoa học đầu tiên năm 1997.